# 缅甸驻华大使馆
緬甸駐華大使館，是缅甸联邦共和国在中华人民共和国的最高外交代表机构。館址位於中國北京市朝陽區东直门外大街2号。
除了北京的大使館本館之外，缅甸駐華外交機構尚由駐南宁、昆明、重庆、香港四座總領事館組成。该使馆兼辖缅甸在蒙古和朝鲜的外交事务。